# Блуменфельд Станіслав Михайлович
Станіслав Михайлович Блуменфельд (Блюменфельд) (1850–1898) — піаніст, композитор, педагог. Австрійський підданий. Брат композиторів Фелікса та Сиґізмунда Блуменфельдів, дядько композитора К. Шимановського.
Станіслав Михайлович Блюменфельд народився 1850 року у родині вчителя музики й французької мови Михайла Блуменфельда.
З 1885 викладав гру на фортепіано в Київському інституті шляхетних дівчат, водночас до початку 1890-х рр. торгував музичними інструментами.
У 1893 році відкрив в Києві власну музичну школу, яка проіснувала до 1903 року.